# Wyeomyia forcipenis
Wyeomyia forcipenis is een muggensoort uit de familie van de steekmuggen (Culicidae). De wetenschappelijke naam van de soort is voor het eerst geldig gepubliceerd in 1985 door Lourenço-de-Oliveira & da Silva.